# چندزبانی
چندزبانی یا پولیگلاتیسم(به انگلیسی: Polyglotism) اشاره به مهارت و استعداد در یادگیری چند زبان دارد. نظریه‌های متعددی برای بیان دلیل این رخداد وجود دارد.
پلی‌ گلات به افرادی گفته میشود که به شش زبان مسلط هستند یا به بیش از شش زبان مسلط هستند.
هایپر پلی گلات به افرادی گفته میشود که به دوازده زبان یا به بیش از دوازده زبان دنیا مسلط هستند.

## نظریه

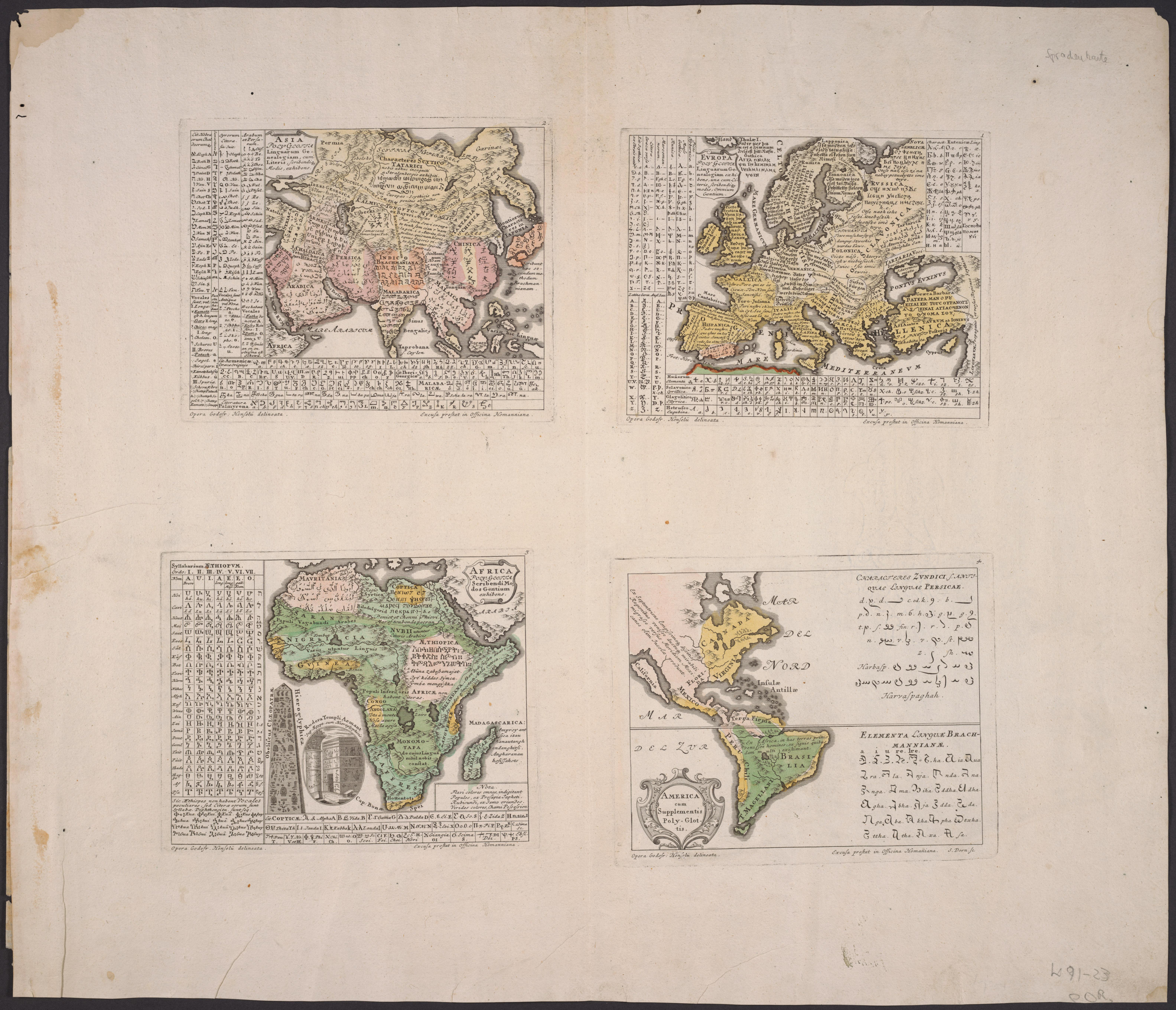